# Ричфілд (Каліфорнія)
Ричфілд (англ. Richfield) — переписна місцевість (CDP) в США, в окрузі Техама штату Каліфорнія. Населення — 309 осіб (2020).

## Географія
Ричфілд розташований за координатами 39°58′26″ пн. ш. 122°10′24″ зх. д. / 39.97389° пн. ш. 122.17333° зх. д. (39.973887, -122.173305).  За даними Бюро перепису населення США в 2010 році переписна місцевість мала площу 1,45 км², уся площа — суходіл.

## Демографія
Згідно з переписом 2010 року, у переписній місцевості мешкало 306 осіб у 113 домогосподарствах у складі 80 родин. Густота населення становила 211 особа/км².  Було 117 помешкань (81/км²).
Расовий склад населення:
| - 86,3 % — білих - 1,3 % — корінних американців - 11,4 % — осіб інших рас |

До двох чи більше рас належало 1,0 %. Частка іспаномовних становила 21,2 % від усіх жителів.
За віковим діапазоном населення розподілялося таким чином: 25,5 % — особи молодші 18 років, 59,8 % — особи у віці 18—64 років, 14,7 % — особи у віці 65 років та старші. Медіана віку мешканця становила 40,0 року. На 100 осіб жіночої статі у переписній місцевості припадало 117,0 чоловіків;  на 100 жінок у віці від 18 років та старших — 117,1 чоловіків також старших 18 років.
Середній дохід на одне домашнє господарство  становив 71 543 долари США (медіана — 45 938), а середній дохід на одну сім'ю — 97 807 доларів (медіана — 71 806). За межею бідності перебувало 13,1 % осіб, у тому числі 13,0 % дітей у віці до 18 років та 29,1 % осіб у віці 65 років та старших.
Цивільне працевлаштоване населення становило 98 осіб. Основні галузі зайнятості: освіта, охорона здоров'я та соціальна допомога — 44,9 %, сільське господарство, лісництво, риболовля — 13,3 %, транспорт — 12,2 %.